# Dub u Burýšků
Dub u Burýšků je památný strom v obci Dobřív jihovýchodně od Rokycan. Dub letní (Quercus robur) roste spolu s dalším velikánem ve svahu na dvoře za roubenkou čp. 32 v nadmořské výšce 400 m, na pravém břehu říčky Klabavy. Obvod jeho kmene měří 320 cm a strom dosahuje do výšky 15 m (měření 2005). Dub je chráněn od roku 1997 pro svůj vzrůst, věk a jako krajinná dominanta.

## Stromy v okolí
- Dobřívská lípa
- Dub u Houšků
- Laiblova lípa
- Alej u náhonu